# 李熙槿
- 李煕槿

李 熙槿（イ・ヒィグン、朝鮮語: 이희근、1985年6月7日 - ）は大韓民国・ソウル特別市出身の元プロ野球選手（捕手）。

## 経歴

### アマチュア時代
大学4年生時の2007年に第62回大学野球選手権大会において、チームの44年ぶりに優勝に貢献し最優秀選手賞を受賞した。

### ハンファ時代
2008年ドラフトで2次ラウンド2指名を受けて入団した。
当時のチームには申炅賢と正捕手競争をしていた沈光鎬が退団したため、第二捕手として活躍。中盤以降はクローザーであるブラッド・トーマスの専門捕手となっていた。最終的には84試合に出場。
2009年は朴魯珉や韓潤燮とバックアップ競争を繰り広げた。しかし打率が2割を切るなど不振が続いたため一軍と二軍を何度も往復し、結果的に42試合の出場にとどまった。
2010年に李到炯が引退すると、スタメン出場の機会が増加し82試合に出場した。
2011年12月26日に入隊し尚武フェニックスに入団。
2013年9月25日に除隊されチームに復帰した。申炅賢の高齢化及び崔承煥の引退もあり復帰後すぐに一軍登録されたが、チームでは既に鄭範模や厳太龍が力をつけていた上に新人の韓承澤の活躍もあったため数日で二軍に下がり、同年は一軍出場がなかった。
さらに翌2014年は新人の金珉秀の出現に加えてシーズン中盤にはトレードで趙寅成が入団。出場のチャンスは入隊前と比べて大幅に減少し僅か6試合の出場で13打数3安打の成績しか残せなかった。
そして2015年にはシーズン開始前から怪我に苦しみ、5月2日まで一軍に呼ばれなかった。しかし試合には出場せず、数日後に許道煥と入れ替えで二軍に落ちた。
同年シーズン終了後に自由契約になった。球団側は育成選手として再契約することを予定していたが、本人が支配下選手としての契約を望んだため退団が確定。

### KT時代
2016年よりKTウィズと契約したが7試合に出場して18打数で打率5分6厘、1安打の成績しか残せず、同年に引退した。

### 引退後
2017年よりハンファにコーチとして復帰した。
2024年限りでハンファを退団した。

## プレースタイル・人物
当時中日ドラゴンズの正捕手だった谷繁元信をロールモデルとしていた。

## 詳細情報

### 年度別打撃成績
| 年 度    | 球 団    | 試 合 | 打 席 | 打 数 | 得 点 | 安 打 | 二 塁 打 | 三 塁 打 | 本 塁 打 | 塁 打 | 打 点 | 盗 塁 | 盗 塁 死 | 犠 打 | 犠 飛 | 四 球 | 敬 遠 | 死 球 | 三 振 | 併 殺 打 | 打 率 | 出 塁 率 | 長 打 率 | O P S |
| -------- | -------- | ----- | ----- | ----- | ----- | ----- | -------- | -------- | -------- | ----- | ----- | ----- | -------- | ----- | ----- | ----- | ----- | ----- | ----- | -------- | ----- | -------- | -------- | ----- |
| 2008     | ハンファ | 84    | 135   | 119   | 6     | 25    | 3        | 0        | 0        | 28    | 9     | 2     | 0        | 4     | 1     | 9     | 0     | 2     | 24    | 1        | .210  | .275     | .235     | .510  |
| 2009     | ハンファ | 42    | 47    | 38    | 5     | 6     | 1        | 0        | 1        | 10    | 4     | 0     | 0        | 3     | 0     | 4     | 0     | 2     | 12    | 1        | .158  | .273     | .263     | .536  |
| 2010     | ハンファ | 82    | 158   | 136   | 14    | 25    | 1        | 0        | 0        | 26    | 12    | 2     | 2        | 5     | 1     | 10    | 0     | 6     | 33    | 6        | .184  | .268     | .191     | .459  |
| 2011     | ハンファ | 75    | 138   | 123   | 17    | 29    | 3        | 1        | 1        | 37    | 10    | 1     | 0        | 8     | 0     | 4     | 0     | 3     | 26    | 2        | .236  | .277     | .301     | .578  |
| 2014     | ハンファ | 6     | 14    | 13    | 2     | 3     | 0        | 1        | 0        | 5     | 2     | 0     | 0        | 0     | 0     | 0     | 0     | 1     | 6     | 0        | .231  | .286     | .385     | .671  |
| KBO：5年 | KBO：5年 | 289   | 492   | 429   | 44    | 88    | 8        | 2        | 2        | 106   | 37    | 5     | 2        | 20    | 2     | 27    | 0     | 14    | 101   | 10       | .205  | .273     | .247     | .520  |

### 背番号
- 39 （2008年 - 2009年）
- 27 （2010年 - 2011年、2014年 - 2015年）
- 26 （2016年）
- 91 （2017年、2019年）
- 75 （2018年）
- 82 （2020年）
- 73 （2021年 - 2024年）